# Sophia Hayden Bennett

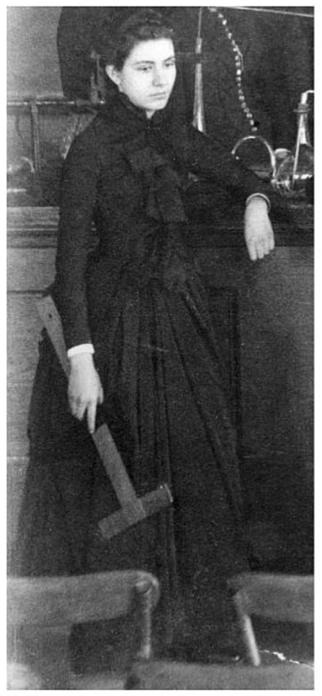
Sophia Hayden Bennett fotografiada el 1888, a l'Institut Tecnològic de Massachusetts.

Sophia Hayden Bennett (17 d'octubre de 1868, Santiago, Xile-3 de febrer de 1953, Winthrop, Estats Units) va ser una arquitecta nord-americana d'ascendència xilena, reconeguda per ser la primera dona diplomada de l'Institut Tecnològic de Massachusetts.

## Biografia

### Primers anys
Sophia Hayden va néixer a Santiago de Xile el 17 d'octubre de 1868. La seva mare era xilena i el seu pare era un dentista nord-americà de Boston. Sophia Hayden tenia una germana i dos germans. Quan tenia sis anys va ser enviada a viure amb els seus avis paterns, George i Sophia Hayden, a Jamaica Plain, un suburbi de Boston, on va assistir a l'Escola Hillside. A l'escola secundària es va interessar per l'arquitectura i després de la graduació, la seva família es va traslladar a Richmond, Virginia, però ella va tornar a Boston per estudiar a la universitat. en 1886 va anar a estudiar a l'Institut Tecnològic de Massachusetts (per les seves sigles en anglès: MIT) on es va graduar amb honors en 1890 amb la llicenciatura en arquitectura. Després de graduar-se, li va ser difícil treballar com a arquitecta ràpidament per ser dona, a causa del masclisme de l'època, per la qual cosa va acceptar un lloc de treball com a professora de dibuix tècnic en un col·legi de Boston.

### Professió

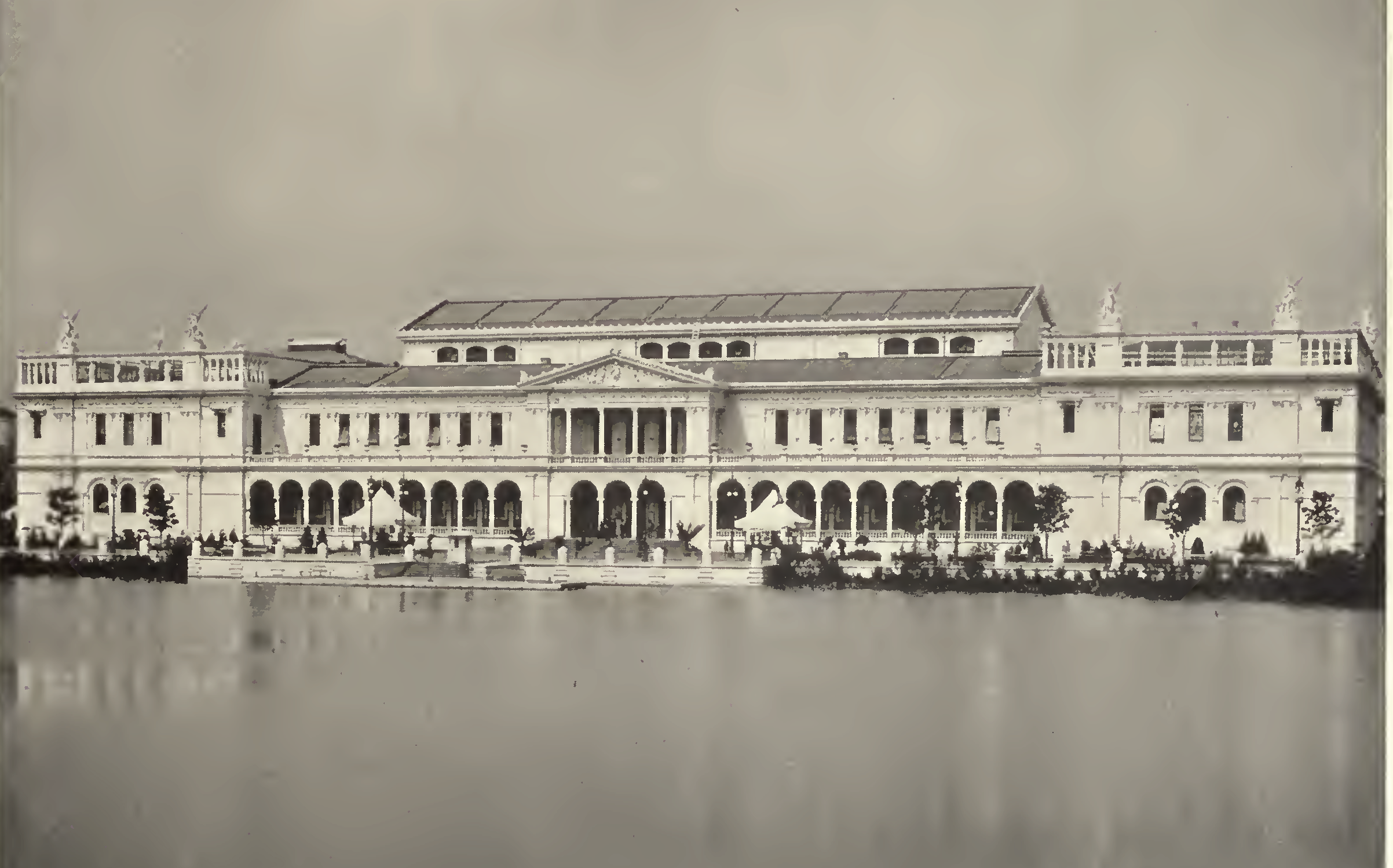
Edifici de la dona. Exposició Universal de Chicago (1892: Chicago).

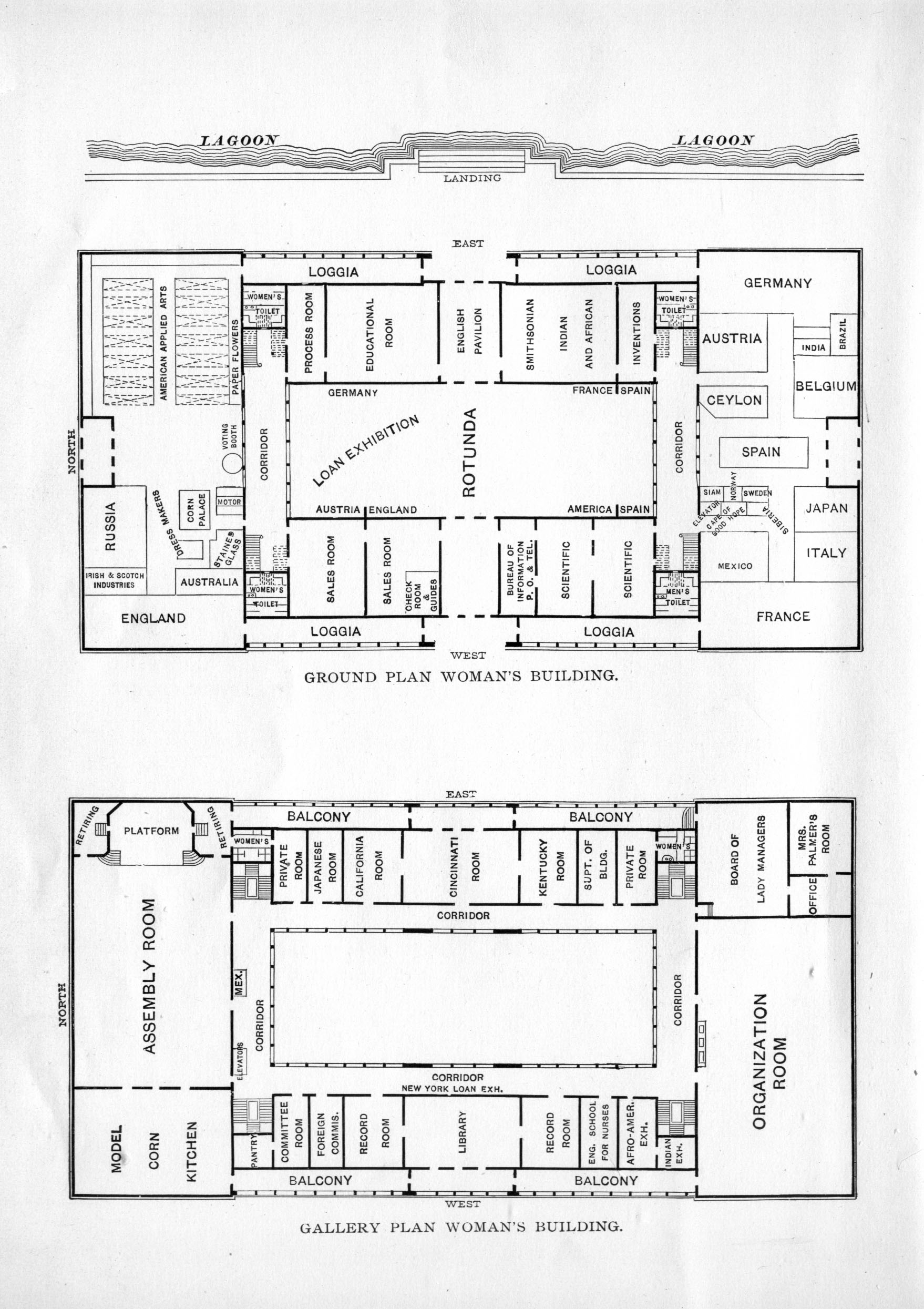
Planol de lEdifici de la dona.

En 1891 totes les dones arquitectes van ser convidades a participar en el concurs de dissenys per al Pavelló de la Dona en l'Exposició Universal de Chicago de 1892-1893 (en anglès: World's Columbian Exposition) celebrant la cambra centenària del descobriment del Nou Món per Cristóbal Colón.
Sophia Hayden va guanyar la competició amb el disseny d'un edifici de tres pisos, blanc, en estil renaixentista italià però durant la construcció, els principis del disseny de Sophia Hayden van ser compromesos pels incessants canvis exigits pel Comitè de construcció. Eventualment la seva frustració va ser injustament assenyalada com una incapacitat de supervisar la construcció pel fet de ser dona, encara que molts arquitectes simpatitzaven amb la seva posició i la van defensar. Al final l'edifici de Sophia Hayden va rebre un premi pel “seu delicat estil, gust artístic, genialitat i elegància de l'interior”. Ella va dissenyar l'edifici quan tenia només 21 anys pel qual va rebre tan sols 1.000 dòlars, mentre que els arquitectes masculins van guanyar 10 000 dòlars per a edificis similars. L'edifici va ser enderrocat després que l'exposició va acabar. Frustrada per la forma en què havia estat tractada va deixar d'exercir l'arquitectura.

### Últims anys
En 1900, Sophia Hayden es va casar amb un pintor de retrats i, més tard, dissenyador d'interiors, William Blackstone Bennett, a Winthrop, Massachusetts. La parella no va tenir fills, però, tenien una fillastra, Jennie "Minnie" May Bennett, que era del matrimoni anterior de William Blackstone Bennett. William va morir de pneumònia l'11 d'abril de 1909.
En 1894 Sophia Hayden va dissenyar un monument per als clubs de dones als Estats Units. No obstant això, aquest mai es va construir. Va treballar com a artista diversos anys i vivia una vida tranquil·la a Winthrop, Massachusetts. Sophia Hayden, va morir en un asil d'ancians el 3 de febrer de 1953 de pneumònia després de sofrir un accident vascular cerebral.

## Obres o publicacions
- Abstract of Thesis. Sophia G. Hayden, 31 de setembre de 1890.
- La construcció de la dona. 1893.